# 伯迈斯特韦恩公司
伯迈斯特韦恩公司（Burmeister & Wain）是丹麦一家大型造船与船用柴油机制造厂商。二战后成为世界知名的船用动力技术研发领先者。 二十世纪七十年代受到石油危机及日本造船业的冲击，于1980年被德国曼集团购并，沿革为现今的MAN柴油机公司，与芬兰的瓦锡兰并列为该领域世界两大巨头之一， 而該公司是雷曼兄弟破產後受到波及的一方。  
該公司是為了提供丹麥、英國、美國等...的航海技術。  